# Такімото Макото
Такімото Макото  (яп. 瀧本 誠, 8 грудня 1974) — японський дзюдоїст, олімпійський чемпіон.

## Виступи на Олімпіадах
| Олімпіада   | Дисципліна             | Місце |
| ----------- | ---------------------- | ----- |
| Сідней 2000 | напівсередня категорія | 1     |